# Хронологична таблица за откриване и изследване на Арктика (IX - XVIII в.)
| Години                            | Име на откривател, изследовател                                           | Направени открития и изследвания | Изследванията засягат следните съвременни държави |
| --------------------------------- | ------------------------------------------------------------------------- | --- | ------------------------------------------------- |
| около 870 – 890                   | Отер                                                                      | Първо зарегистрирано плаване покрай бреговете на Скандинавския и Колския полуострови | Норвегия, Русия                                   |
| около 900                         | Гунбьорн Улфсон                                                           | Първо плаване към източните брегове на Гренландия | Гренландия                                        |
| 981 – 985                         | Ерик Торвалдсон                                                           | Откриване и изследване на южните (981) и югозападните брегове на Гренландия (982 – 983) и основаване на първи викингски селища на острова (985) | Гренландия                                        |
| 985 или 986                       | Бярни Херьоулфсон                                                         | Първо плаване към североизточното крайбрежие на Северна Америка | Канада                                            |
| до 60-те години на ХІІІ в.        | викингски колонисти                                                       | Откриване и изследване на западните брегове на Гренландия до 74° с.ш. и залива Диско | Гренландия                                        |
| 1320                              | Лука (Игнат Малигин)                                                      | Плаване от Северна Двина към бреговете на Колския п-ов и Северна Норвегия | Русия, Норвегия                                   |
| 2-рата пол. на XV в.              | руски помори                                                              | Многократни плавания към Нова Земя и начало на нейното усвояване | Русия                                             |
| 1496                              | Генадий Истома                                                            | Плаване от Северна Двина покрай бреговете на Колския п-ов и Северна Норвегия до Тронхайм. Първи сведения за природа на Северна Европа | Русия, Норвегия                                   |
| 2-рата пол. на XVI в.             | руски помори                                                              | Систематически плавания към Грумант (Шпицберген) за риболов, китобой и зверобой | Норвегия                                          |
| 1553 – 1554                       | Хю Уилъби, Ричард Чанслър (неизв.-1556)                                   | Първо плаване на западноевропейци покрай северните брегове на Скандинавския п-ов и достигане до Нова Земя и устието на Северна Двина | Норвегия, Русия                                   |
| 1576 – 1578                       | Мартин Фробишър                                                           | Три плавания към североизточните брегове на Северна Америка с цел откриване на Северозападния проход. Откриване на югоизточната част на остров Бафинова земя – полуостровите Мета Инкогнита – на югозапад и Хол – на североизток, залива Фробишър между тях и остров Локс Ленд (62°20′ с. ш. 64°30′ з. д. / 62.333333° с. ш. 64.5° з. д.) | Канада                                            |
| 70-те години на XVI в.            | Павел Нишец                                                               | Ежегодни плавания към Грумант (Шпицберген) | Норвегия                                          |
| 1580 – 1581                       | Чарлз Джакмън                                                             | Плаване до югозападната част на Карско море | Русия                                             |
| 80-те години на XVI в.            | руски помори                                                              | Систематически плавания към река Об през протока Маточкин Шар и първи, конкретни сведения за Южния остров на Нова Земя, югоизточните брегове на Баренцево море и югозападните брегове на Карско море | Русия                                             |
| 1585 – 1587                       | Джон Дейвис                                                               | Три плавания с цел търсене на Северозападния проход. Откриване на Готхоб фиорд 64°50′ с. ш. 51°00′ з. д. / 64.833333° с. ш. 51° з. д. в (Югозападна Гренландия), протока Дейвис, п-ов Къмбърланд и залива Къмбърланд (73°20′ с. ш. 65°00′ з. д. / 73.333333° с. ш. 65° з. д.) в източната част на остров Бафинова земя (1585). Плаване покрай югозападното крайбрежие на Гренландия до 68º с.ш., откриване на залива Ексетер (66°15′ с. ш. 62°15′ з. д. / 66.25° с. ш. 62.25° з. д., на източното крайбрежие на п-ов Къмбърланд) и източното крайбрежие на п-ов Хол (югоизточната част на Бафинова земя) (1586). Плаване в Бафиновия залив до 72º 12` с.ш., изследване на залива Къмбърланд, п-ов Хол и залива Фробишър на юг от него (1587) | Гренландия, Канада                                |
| 1594 – 1596                       | Вилем Баренц, Корнелиус Най                                               | 1594: Откриване на западното крайбрежие на Северния остров на Нова Земя до 77º 15` с.ш., в т.ч. п-ов Адмиралтейство (75º с.ш.), нос Карлсен (77º с.ш.) и Оранските о-ви. Достигане до залва Шарапов Шар (70°35′ с. ш. 66°45′ и. д. / 70.583333° с. ш. 66.75° и. д.), на западния бряг на п-ов Ямал (Корнелиус Най); 1595: Достигане до остров Вайгач и протока Югорски Шар; 1596: Откриване на Мечия остров, част от западния бряг на остров Западен Шпицберген, Вуд фиорд (79º 30` с.ш.), Лифде фиорд (79º 37` с.ш.), протока Форлансунет (78º 35` с.ш.) и остров Земя Принц Карл (78º 40` с.ш.). Откриване на най-северната точка на Нова Земя | Русия, Норвегия                                   |
| края на XVI – началото на XVII в. | руски търговци и казаци                                                   | Масови систематични плавания от Архангелск към река Таз (в Мангазея) по два пътя: покрай п-ов Ямал и през полуострова по малки реки | Русия                                             |
| 1600 – 1610                       | Лука                                                                      | Плаване на изток от устието на река Об към устието на Енисей и откриване островите Еленов (72°25′ с. ш. 77°50′ и. д. / 72.416667° с. ш. 77.833333° и. д.) и Сибиряков (72°55′ с. ш. 79°00′ и. д. / 72.916667° с. ш. 79° и. д.) и устието на река Пясина | Русия                                             |
| 1603 – 1613                       | Андерс Буре                                                               | Първо сравнително точно и вярно картиране на Скандинавския п-ов между 63° – 71º с.ш. и 12° – 42º и.д. и издаване на първата карта на полуострова през 1635 | Русия, Норвегия                                   |
| 1605                              | Джон Канингъм (1575 – 1651)                                               | Откриване на остров Кристиан ІV (60°00′ с. ш. 43°35′ з. д. / 60° с. ш. 43.583333° з. д.), близо до югоизточното крайбрежие на Гренландия и изследване на западното крайбрежие на гигантския остров до 69º 10` с.ш. (залива Диско) | Гренландия                                        |
| 1607 – 1608                       | Хенри Хъдсън                                                              | 1607: Откриване на остров Ян Майен (71°00′ с. ш. 8°20′ з. д. / 71° с. ш. 8.333333° з. д.) и Земя Хъдсън, на 74º с.ш., на източното крайбрежие на Гренландия; 1608: Достигане до западното крайбрежие на Нова Земя; | Норвегия, Гренландия, Русия                       |
| 1610                              | Джонас Пул                                                                | Изследване и картиране на западния бряг на остров Западен Щпицберген и откриване заливите Хорнсун (77º с.ш.) и Белсун (77º 45` с.ш.), фиордите Ван Мейен (77º 45` с.ш.), Ис фиорд и Крос фиорд (79°12′ с. ш. 11°45′ и. д. / 79.2° с. ш. 11.75° и. д.) и протока Форлансунет, отделящ остров Земя Принц Карл (78°40′ с. ш. 11°00′ и. д. / 78.666667° с. ш. 11° и. д.) от остров Западен Шпицберген | Норвегия                                          |
| 1610                              | Кондратий Курочкин                                                        | Достигане от устието на Енисей на изток до устието на река Пясина | Русия                                             |
| 1610                              | Хенри Хъдсън, Робърт Байлот                                               | Откриване на Хъдсъновия проток, залива Унгава, цялото северно крайбрежие на п-ов Лабрадор, остров Солсбъри (63°30′ с. ш. 77°05′ з. д. / 63.5° с. ш. 77.083333° з. д.), о-вите Дигс (62°30′ с. ш. 78°00′ з. д. / 62.5° с. ш. 78° з. д.), нос Уулстенхол (62°30′ с. ш. 77°30′ з. д. / 62.5° с. ш. 77.5° з. д., северозападната точка на п-ов Лабрадор), източния бряг на Хъдсъновия залив, остров Мансел (62º с.ш.), о-вите Отава (59º 30` с.ш.), о-вите Ту Бротерс (58º 50` с.ш.), о-вите Слипер (57º 30` с.ш.), о-вите Кинг Джордж (57º 20` с.ш.), о-вите Белчер (56º 20` с.ш.) и залива Джеймс (в най-южната част на Хъдсъновия залив) | Канада                                            |
| 1611                              | Якобс Май                                                                 | Вторично откриване на остров Ян Майен | Норвегия                                          |
| 1612 – 1613                       | Томас Батън, Робърт Байлот                                                | Откриване на остров Резолюшън (61°35′ с. ш. 64°50′ з. д. / 61.583333° с. ш. 64.833333° з. д.), южното крайбрежие на остров Саутхамптън, остров Котс (62°36′ с. ш. 82°58′ з. д. / 62.6° с. ш. 82.966667° з. д.), част от западния бряг на Хъдсъновия залив между 60º 40` и 63º с.ш., в т.ч. залива Батън (58º 50` с.ш.), устията на реките Нелсън и Чърчил, южния вход на протока Рос-Уелкъм (отделящ остров Саутхямптън от континента) и остров Мансел (62°01′ с. ш. 79°47′ з. д. / 62.016667° с. ш. 79.783333° з. д.) | Канада                                            |
| 1613                              | Томас Едж                                                                 | Откриване на островите Североизточна Земя (79°50′ с. ш. 23°00′ и. д. / 79.833333° с. ш. 23° и. д.), Едж (77°50′ с. ш. 23°00′ и. д. / 77.833333° с. ш. 23° и. д.) и Баренц (78°25′ с. ш. 21°30′ и. д. / 78.416667° с. ш. 21.5° и. д.), протока Стур фиорд (разделяш Едж и Западен Шпицберген) и протока Фримен (78°15′ с. ш. 22°10′ и. д. / 78.25° с. ш. 22.166667° и. д., разделящ Западен Шпицберген и Североизточна Земя) | Норвегия                                          |
| 1615 – 1616                       | Робърт Байлот, Уилям Бафин                                                | 1615: Изследване на Хъдсъновия проток и откриване на о-вите Лоуер Савидж (61°40′ с. ш. 65°40′ з. д. / 61.666667° с. ш. 65.666667° з. д.), островите Нотингам (63°17′ с. ш. 77°57′ з. д. / 63.283333° с. ш. 77.95° з. д.), Солсбъри (вторично, 63°32′ с. ш. 76°59′ з. д. / 63.533333° с. ш. 76.983333° з. д.), Саутхамптън (вторично, 64°30′ с. ш. 84°00′ з. д. / 64.5° с. ш. 84° з. д.) и Мил (64°00′ с. ш. 78°10′ з. д. / 64° с. ш. 78.166667° з. д.), протока Фрозен Стрийт (65°40′ с. ш. 84°10′ з. д. / 65.666667° с. ш. 84.166667° з. д., между остров Саутхямптън на юг и п-ов Мелвил на север) и картиране на южния бряг на Бафинова земя; 1616: Откриване на западния бряг на Гренландия между 72 – 76º с.ш., залива Мелвил, п-ов Хейс (76 – 78º 45` с.ш.), южния вход на протока Смит, остров Елсмиър, залива Смит (76°50′ с. ш. 78°50′ з. д. / 76.833333° с. ш. 78.833333° з. д.), източния вход на протока Джонс (76°00′ с. ш. 82°00′ з. д. / 76° с. ш. 82° з. д., между Елсмиър и остров Девон), протока Ланкастър (74°10′ с. ш. 84°00′ з. д. / 74.166667° с. ш. 84° з. д.), остров Байлот (73°20′ с. ш. 78°20′ з. д. / 73.333333° с. ш. 78.333333° з. д.) и източния бряг на Бафинова земя | Канада, Гренландия                                |
| 1616 – 1619                       | руски казаци                                                              | Първо изследване на бреговете между устиуто на река Кара и устието на Енисей | Русия                                             |
| 1619 – 1620                       | Йенс Мунк                                                                 | Плаване в Хъдсъновия залив и вторично откриване на залива Батън и устието на вливащата се в него река Чърчил | Канада                                            |
| ок. 1620                          | руски казаци                                                              | Предполагаемо плаване покрай п-ов Таймир от запад на изток | Русия                                             |
| 1631                              | Томас Джеймс (1593 – 1635)                                                | Откриване на южните брегове на Хъдзъновия залив, в т.ч. залива Джеймс (вторично) и остров Чарлтън (52°00′ с. ш. 79°30′ з. д. / 52° с. ш. 79.5° з. д.) в най-южната му част | Канада                                            |
| 1631                              | Люк Фокс                                                                  | Изследване на западния бряг на Хъдсъновия залив, откриване на остров Марбъл (62°40′ с. ш. 91°00′ з. д. / 62.666667° с. ш. 91° з. д.) и устието на река Нелсън (вторично). Откриване на п-ов Фокс (югозападната част на Бафинова земя), Басейна Фокс (отделящ Бафинова земя от континента) и протока Фокс, съединяващ Басейна Фокс с Хъдсъновия залив | Канада                                            |
| 1634                              | Иля Перфилев                                                              | Плаване на изток от устието на река Лена и откриване на Янския залив | Русия                                             |
| 1634                              | Иван Ребров                                                               | Плаване на запад от устието на река Лена и откриване на Оленьокския залив и устието на река Оленьок | Русия                                             |
| 1636 – 1640                       | Елисей Юриев Буза                                                         | Плаване от устието на Лена на запад към река Оленьок и на изток към реките Яна (частично преминаване по суша) и Чондон и откриване устието на река Омолой | Русия                                             |
| 1638                              | Иван Ребров                                                               | Завършване откриването на Янския залив и откриване на около 900 км от северното крайбрежие на Азия между устията на Яна и Индигирка, в т.ч. протока Дмитрий Лаптев (отделящ Големия Ляховски остров от континента) | Русия                                             |
| 1640 – 1642                       | Иван Родионов Ерастов                                                     | Плаване от устието на река Индигирка на изток и откриване устието на река Алазея | Русия                                             |
| 1643                              | Василий Сичов                                                             | Плаване на изток от устието на река Хатанга и откриване устието на река Анабар | Русия                                             |
| 1643 – 1644                       | Михаил Стадухин                                                           | Откриване на около 500 км от северното крайбрежие на Азия между устията на реките Алазея и Колима | Русия                                             |
| 1646                              | Исай Игнатиев                                                             | Плаване на изток от устието на Колима и откриване на Чаунския залив и остров Айон (69°50′ с. ш. 168°40′ и. д. / 69.833333° с. ш. 168.666667° и. д.) | Русия                                             |
| 1648                              | Семьон Дежньов, Федот Алексеевич Попов                                    | Плаване покрай най-североизточните брегове на Азия от Чаунския залив на изток и откриване на Беринговия проток | Русия                                             |
| 1652                              | Дейвид Данел                                                              | Откриване и изследване на югоизточното крайбрежие на Гренландия между 64º и 65º30` с.ш., в т.ч. островите Йенс Мунк (65º 40` с.ш.), Орстед (65º 10` с.ш.) и Данеборг (65º 20` с.ш.). Изследване на югозападното крайбрежие до 66º 30` с.ш. | Гренландия                                        |
| 1654                              | Гел Хамке                                                                 | Откриване на залива Гел Хамке на източното крайбрежие на Гренландия и остров Клаверинг (74°17′ с. ш. 21°05′ з. д. / 74.283333° с. ш. 21.083333° з. д.) в него | Гренландия                                        |
| 1655                              | Брур Рейс                                                                 | Откриване на най-източната точка на п-ов Земя Хъдсън – нос Брур Рейс (73°31′ с. ш. 20°23′ з. д. / 73.516667° с. ш. 20.383333° з. д.) и остров Бонтеку (73°07′ с. ш. 21°22′ з. д. / 73.116667° с. ш. 21.366667° з. д.) на входа на фиорда Франц-Йосиф | Гренландия                                        |
| 1655                              | Яков Василиевич Вятка                                                     | Откриване на остров Крестовски (70°51′ с. ш. 160°37′ и. д. / 70.85° с. ш. 160.616667° и. д.) от Мечите о-ви | Русия                                             |
| 1668                              | Захарий Гилам, Медард дьо Грозейле                                        | Откриване на залива Рупърт (51°35′ с. ш. 79°00′ з. д. / 51.583333° с. ш. 79° з. д., най-южната част на Хъдсъновия залив), устието на вливащата се в него от изток река Рупърт, а на север от нея – устието на река Истмейн (52°15′ с. ш. 78°30′ з. д. / 52.25° с. ш. 78.5° з. д.) | Канада                                            |
| 1668 – 1688                       | търговски агенти на „Компанията Хъдсънов залив“                           | Изследване на южните брегове на Хъдсъновия залив от залива Джеймс на изток до устието на река Чърчил на запад | Канада                                            |
| 1671                              | Ламберт                                                                   | Откриване на източното крайбрежие на Гренландия, на 79º10`с.ш. на Земя Ламберт | Гренландия                                        |
| 1691                              | М. Мухоплев                                                               | Откриване на остров Столбовой (74°05′ с. ш. 135°50′ и. д. / 74.083333° с. ш. 135.833333° и. д.) от Новосибирските о-ви | Русия                                             |
| 1710                              | Яков Пермяков (неизв.-1712)                                               | Плаване от устието на Лена на изток към устието на Колима и откриване на Големия Ляховски остров (от Новосибирските о-ви) и един от Мечите о-ви | Русия                                             |
| 1722 – 1723                       | Ханс Егеде                                                                | Изследване на югозападното крайбрежие на Гренландия между 60° и 64° с.ш. и основаване на град Готхоб (1722) | Гренландия                                        |
| 1728                              | Витус Беринг, Алексей Чириков, Мартин Шпанберг                            | Преминаване през Беринговия проток, достигане в Чукотско море до 67º 18` с.ш. и откриване на остров Ратманов (Голям Диомид) в протока | Русия, САЩ                                        |
| 1729                              | Клаус Порс                                                                | Изследване на западното крайбрежие на Гренландия от 64º с.ш. до Северната полярна окръжност | Гренландия                                        |
| 1730                              | Пьотър Гаврилович Чичагов                                                 | Първо топографско картиране на крайбрежието на п-ов Таймир между устията на Енисей и Пясина – Брега Пьотр Чичагов | Русия                                             |
| 1731                              | Дмитрий Павлуцки                                                          | Изследване на крайбрежието на Чукотка от 178º з.д. на югоизток до нос Дежньов | Русия                                             |
| 1732                              | Иван Фьодоров (неизв.-1733), Михаил Гвоздев (1700 – 1759)                 | Изследване на Беринговия проток, в т.ч. о-вите Диомид | Русия, САЩ                                        |
| 1734 – 1735                       | Степан Войнович Муравьов                                                  | Топографско картиране на протока Югорски Шар, брега на Карско море на изток от него и част от западния бряг на п-ов Ямал до 73º 11` с.ш. | Русия                                             |
| 1734 – 1737                       | Дмитрий Овцин, Фьодор Степанович Прянишников, Михаил Григориевич Виходцев | Описание и картиране крайбрежието на Сибир между устията на Об и Енисей. 1734: Изследване на Обския залив до 70º 04` с.ш.; 1735: Изследване на Обския залив до 68º 40` с.ш. и картиране на южния и югоизточен бряг на Обския залив до 74° и.д.; 1736: Изследване на Обския залив до 72º 40` с.ш. (до северозападния край на п-ов Явай). Картиране на западния бряг на Енисейския залив и северното крайбрежие на Гиданския п-ов, в т.ч. Юрацкия залив на протежение повече от 500 км. Картиране на цялото източно крайбрежие на Обския залив до п-ов Явай и южното крайбрежие на Гиданския залив; 1737: Плаване в Карско море до 74º 02` с.ш., завиване на югоизток, откриване на протока Овцин (между остров Сибиряков на североизток и остров Еленов на югозапад) и достигане до Енисейския залив | Русия                                             |
| 1734 – 1742                       | Якоб Северин (1691 – 1753)                                                | Изследване на западното крайбрежие на Гренландия от 64º до 70° с.ш. и основаване на градовете Кристиансхоб (Куасигиангуит, 1738, 68º 49`с.ш.), Якобсхавн (Илулисат, 1741, 69º 13` с.ш.) и Фредериксхоб (Паамиут, 1742, 61º 59` с.ш.) | Гренландия                                        |
| 1735 – 1736                       | Питер Ласиниус (1700 – 1735), Дмитрий Лаптев                              | Плаване на изток от делтата на река Лена до залива Буорхая – устието на река Хараулах (1735) и в море Лаптеви до 73º 16` с.ш. (1736) | Русия                                             |
| 1736                              | Василий Прончищев, Семьон Челюскин, Никифор Чекин                         | Изследване крайбрежието на Азия на запад от устието на Оленьок, устието на река Анабар, завиване на север и откриване на остров Преображение (74°39′ с. ш. 112°58′ и. д. / 74.65° с. ш. 112.966667° и. д.), източното и североизточно крайбрежие на п-ов Таймир, залива Мария Прончишчева, о-вите Петър (76°30′ с. ш. 112°40′ и. д. / 76.5° с. ш. 112.666667° и. д.), залива Фадей (76°40′ с. ш. 107°25′ и. д. / 76.666667° с. ш. 107.416667° и. д.), о-вите Фадей (77°00′ с. ш. 108°00′ и. д. / 77° с. ш. 108° и. д.), о-вите Комсомолска Правда (Самуил, 77°20′ с. ш. 107°20′ и. д. / 77.333333° с. ш. 107.333333° и. д.), залива Тереза Клавенес и достигане до 77º 55` с.ш. в източната част на протока Вилкицки | Русия                                             |
| 1736 – 1737                       | Степан Малигин, Василий Селифонтов                                        | Топографско картиране на североизточното крайбрежие на Европа от устието на река Печора до устието на река Кара (1736, Степан Малигин)Описание на цялото източно, северно и западно крайбрежие на п-ов Ямал (1736, Василий Селифонтов). Плаване покрай западния бряг на п-ов Ямал, откриване на протока Малигин и остров Бели (73°15′ с. ш. 70°50′ и. д. / 73.25° с. ш. 70.833333° и. д.) и проследяване на източния бряг на Ямал (1737, Степан Малигин) | Русия                                             |
| 1737 – 1739                       | А. Корнилов                                                               | Първи зимувания на архипелага Шпицберген и събиране на множество сведения за природата му | Норвегия                                          |
| 1738 – 1740                       | Фьодор Минин, Дмитрий Василиевич Стерлегов                                | 1738: Проследяване и картиране на западните брегове на п-ов Таймир от устието на Енисей до 75º 15` с.ш., в т.ч. източния бряг на Енисейския залив и откриване на остров Диксон (73°30′ с. ш. 80°20′ и. д. / 73.5° с. ш. 80.333333° и. д.) и нос Североизточен; 1740: Описание на 500 км от крайбрежието на Карско море от нос Североизточен до 75° 29' с.ш. и откриване на шхерите Минин (74°45′ с. ш. 85°30′ и. д. / 74.75° с. ш. 85.5° и. д.) | Русия                                             |
| 1739 – 1740                       | Дмитрий Лаптев, Иван Киндяков, Алексей Лошкин, Михаил Щербинин            | 1739: Картиране на залива Буор-Хая (132º и.д.) на море Лаптеви (Иван Киндяков). Картиране на 400 км от брега на Северна Азия от устието на река Яна до нос Свети Нос (72°55′ с. ш. 140°40′ и. д. / 72.916667° с. ш. 140.666667° и. д.) и от устието на Индигирка до устието на Алазея (Алексей Лошкин); 1740: Плаване на изток от устието на Колима до нос Голям Баранов (69°45′ с. ш. 164°05′ и. д. / 69.75° с. ш. 164.083333° и. д.) (Дмитрий Лаптев) | Русия                                             |
| 1739 – 1741                       | Харитон Лаптев, Семьон Челюскин, Николай Чекин, Василий Медведев          | 1739: Плаване покрай източния бряг на п-ов Таймир до нос Фадей и откриване на залива Нордвик (73°50′ с. ш. 112°10′ и. д. / 73.833333° с. ш. 112.166667° и. д.), островите Малък Бегичев (74°20′ с. ш. 111°10′ и. д. / 74.333333° с. ш. 111.166667° и. д.), Преображение (74°42′ с. ш. 113°00′ и. д. / 74.7° с. ш. 113° и. д.), Андрей (76°50′ с. ш. 110°40′ и. д. / 76.833333° с. ш. 110.666667° и. д.), о-вите Петър (вторично, 76°30′ с. ш. 113°00′ и. д. / 76.5° с. ш. 113° и. д.) и о-вите Фадей (вторично, 77°00′ с. ш. 108°00′ и. д. / 77° с. ш. 108° и. д.) (Харитон Лаптев); 1739 – 1740: Описание на около 40 км от крайбрежието на полуострова (Василий Медведев); 1740: Описание на брега на 100 км на запад от устието на река Долна Таймира (Николай Чекин); 1741: Завършване описанието на около 500 км от брега на п-ов Таймир от устието на Пясина до устието на река Долна Таймира (Семьон Челюскин). Топографско заснемане на около 600 км от източния бряг на полуострова до о-вите Петър (Николай Чекин). Достигане на североизток по брега до 76º 42` с.ш., изследване на северния бряг на полуострова на запад от устието на Долна Таймира до нос Стерлегов (75°25′ с. ш. 88°48′ и. д. / 75.416667° с. ш. 88.8° и. д.) (Харитон Лаптев); 1741 – 1742: Изследване на източния бряг на п-ов Таймир, откриване на най-северната точка на Азия – нос Челюскин (8 май 1742, 77°43′ с. ш. 104°15′ и. д. / 77.716667° с. ш. 104.25° и. д.) и изследване брега на полуострова на югозапад от носа до 76º 42` с.ш. (Семьон Челюскин) | Русия                                             |
| 1742                              | Кристофър Мидълтън                                                        | Изследване на западния бряг на Хъдсъновия залив, на север от устието на Чърчил и откриване на протока Не-Алтра (между континента на северозапад и югозападната част на остров Саутхамптън на югоизток) и продължението му на север – протока Рос-Уелкъм, заливите Уейджър (65°34′ с. ш. 89°03′ з. д. / 65.566667° с. ш. 89.05° з. д.) и Репалс (66°30′ с. ш. 86°00′ з. д. / 66.5° с. ш. 86° з. д.), а на югоизток от последния вторично откриване на протока Фрозен Стрийт, разделящ п-ов Мелвил на север от остров Саутхямптън на юг. | Канада                                            |
| 1746                              | Дмитрий Павлуцки                                                          | Проследяване на източното крайбрежие на Чаунския залив до нос Шелагски | Русия                                             |
| 1746                              | Хенри Елис                                                                | Откриване на залива Честърфилд (63º 20` с.ш.) на западния бряг на Хъдсъновия залив | Канада                                            |
| 1751 – 1752                       | Педер Вале                                                                | Изследване на югозападното крайбрежие на Гренландия на югоизток от Фредериксхоб (Паамиут) (1751) и южното крайбрежие до 61º с.ш. (1752) | Гренландия                                        |
| 1756                              | Фьодор Татаринов                                                          | Първо описание на Мечите о-ви в Източносибирско море | Русия                                             |
| 1756 – 1757                       | Беляев                                                                    | Първо топографско картиране на Канинския, Мезенския и Зимния брегове на Бяло море и остров Моржовец (66°43′ с. ш. 42°35′ и. д. / 66.716667° с. ш. 42.583333° и. д.) | Русия                                             |
| 1759 – 1760                       | Етерикан                                                                  | Първо посещение на Големия Ляховски остров и откриване на Малкия Ляховски острови от Новосибирските о-ви | Русия                                             |
| 1760 – 1763                       | Сава Теофанович Лошкин                                                    | Първо заобикаряне от север на Нова Земя и два пъти зимуване на източния ѝ бряг | Русия                                             |
| 1761                              | Уилям Кристофър                                                           | Вторично откриване на залива Честърфилд (63º 20` с.ш.) на западното крайбрежие на Хъдсъновия залив | Канада                                            |
| 1763 – 1764                       | Степан Андреев                                                            | Посещение на Мечите о-ви (пет от тях) и първи географски сведения за тях | Русия                                             |
| 1764 – 1766                       | Михаил Степанович Немтинов                                                | Първо посещение на архипелага Шпицберген с научна цел и картиране на залива Клонбай | Норвегия                                          |
| 1765 – 1766                       | Василий Чичагов                                                           | Първи два неуспешни опита за пременаване през Северния полюс от Европа до Беринговия проток. Достигане до 80º 30` с.ш. на север от Шпицберген | Норвегия                                          |
| 1766 – 1767                       | Яков Яковлевич Чиракин (неизв.-1768)                                      | Завършване откриването на протока Маточкин Шар и доказване, че Нова Земя е двоен остров | Русия                                             |
| 1768 – 1769                       | Фьодор Розмислов, Яков Яковлевич Чиракин                                  | Първа научна експедиция към Нова Земя и провеждане на хидрографски изследвания. Първо подробно топографско заснемане на протока Маточкин Шар и част от западното крайбрежие на Южния остров, в т.ч. п-ов Панкова Земя (73º 10` с.ш.) (1768). Откриване на залива Незнайни (73°45′ с. ш. 57°33′ и. д. / 73.75° с. ш. 57.55° и. д.) на югоизточното крайбрежие на Северния остров (1769) | Русия                                             |
| 1769                              | Михаил Степанович Немтинов                                                | Топографско картиране на цялото крайбрежие на Онежкия полуостров, между устията на реките Северна Двина и Онега | Русия                                             |
| 1769 – 1771                       | Иван Леонтиев, Алексей Пушкарьов                                          | Три експедиции до Мечите о-ви (70°45′ с. ш. 161°30′ и. д. / 70.75° с. ш. 161.5° и. д.) за изследване и топографско картиране | Русия                                             |
| 1770                              | Иван Ляхов                                                                | Посещение на Ляховските о-ви и извършване на първото им описание | Русия                                             |
| 1771                              | Василий Зуев                                                              | Изследване на част от крайбрежието на Байдарацка губа до устието на река Кара | Русия                                             |
| 1771 – 1772                       | Николай Озерецковски                                                      | 1771: Изследване на Мурманския бряг от устието на река Поной до Колския залив (69°09′ с. ш. 33°30′ и. д. / 69.15° с. ш. 33.5° и. д.); 1772: Изследване на южния и източния бряг на Чижкия (67°30′ с. ш. 46°30′ и. д. / 67.5° с. ш. 46.5° и. д.) и Индигския заливи (67°44′ с. ш. 48°35′ и. д. / 67.733333° с. ш. 48.583333° и. д.) до нос Свети Нос (67°54′ с. ш. 48°35′ и. д. / 67.9° с. ш. 48.583333° и. д.) | Русия                                             |
| 1772                              | Иван Лепьохин                                                             | Изследване на Мудюгския остров (64°54′ с. ш. 40°15′ и. д. / 64.9° с. ш. 40.25° и. д.), описание на три от Соловецките о-ви, достигане до Кандалакшкия залив, пресичане на най-тясната част на Бяло море, описание на остров Моржовец (66°43′ с. ш. 42°35′ и. д. / 66.716667° с. ш. 42.583333° и. д.), изследване на Кулойския залив и устието на река Мезен и проследяване на западния и северния бряг на Чешка губа (67°30′ с. ш. 46°30′ и. д. / 67.5° с. ш. 46.5° и. д.) | Русия                                             |
| 1770 – 1772                       | Самюъл Хиърн                                                              | Откриване на залива Коронейшън, разделящ остров Виктория от континента | Канада                                            |
| 1773                              | Иван Ляхов                                                                | Изследване на Новосибирските о-ви и откриване на най-големия остров в архипелага – Котелни | Русия                                             |
| 1775                              | Степан Хвойнов                                                            | Картиране на Големия Ляховски остров от Новосибирските о-ви и съставяне карта на целия архипелаг (1776 – 1777) | Русия                                             |
| 1778                              | Джеймс Кук                                                                | Плаване през Беринговия проток в Чукотско море, покрай югоизточните му брегове до нос Айси Кейп (70°20′ с. ш. 161°50′ з. д. / 70.333333° с. ш. 161.833333° з. д.) и покрай югозападни – до 179° 30` з.д. | САЩ, Русия                                        |
| 1778 – 1779                       | Пьотър Иванович Григорков (1750 – 1824), Дмитрий Довожиров                | Първо, сравнително точно картиране на Терския бряг на Колския п-ов, в т.ч. п-ов Свети Нос и залива Свети Нос | Русия                                             |
| 1779                              | Чарлз Кларк (1741 – 1779)                                                 | Плаване през Беринговия проток в Чукотско море до 70º 35` с.ш. | САЩ, Русия                                        |
| 1786                              | Кристиан Егеде                                                            | Откриване на Гюленлевис фиорд (64°20′ с. ш. 40°50′ з. д. / 64.333333° с. ш. 40.833333° з. д.) на югоизточното крайбрежие на Гренландия | Гренландия                                        |
| 1787                              | Джоузеф Билингс                                                           | Три неуспешни опита за плаване от устието на Колима в Берингово море през Беринговия проток | Русия                                             |
| 1789                              | Александър Маккензи                                                       | Спускане по река Маккензи и достигане до Северния ледовит океан | Канада                                            |
| 1791 – 1792                       | Алексей Гилев                                                             | Първо описание на около 500 км от северния бряг на Чукотка от нос Дежньов до Колючинския залив (Алексей Гилев) | Русия                                             |
| 1798 – 1799                       | Джузепе Ачерби                                                            | Преминаване през протока Варгсун (70°22′ с. ш. 23°26′ и. д. / 70.366667° с. ш. 23.433333° и. д.), отделящ остров Сейлан (70°25′ с. ш. 23°16′ и. д. / 70.416667° с. ш. 23.266667° и. д.) от континента и протока Ролвсьосун, отделящ остров Ролвсьо (70°58′ с. ш. 24°00′ и. д. / 70.966667° с. ш. 24° и. д.) от континента, заобикаляне на п-ов Порсангер от север, достигане до остров Магерьо (71°03′ с. ш. 25°42′ и. д. / 71.05° с. ш. 25.7° и. д.) и посещение на остров Квальо (70°38′ с. ш. 23°54′ и. д. / 70.633333° с. ш. 23.9° и. д.) | Норвегия                                          |
| края на XVIII в.                  | Фадеев                                                                    | Откриване на остров Фадеевски (сега полуостров, от Новосибирските о-ви) | Русия                                             |